# Arquidiocese de Cosenza-Bisignano
A Arquidiocese de Cosenza-Bisignano (em latim: Archidioecesis Cosentina-Bisinianensis), é uma circunscrição eclesiástica da Igreja Católica na Itália, pertencente à Província Eclesiástica das Calábria e à Conferenza Episcopale Italiana.
Em 2016 contava 378 mil batizados, em uma população de 384 mil habitantes. É atualmente governada pelo arcebispo Giovanni Checchinato.

## Territorio
O território inclui as cidades de Cosenza e Bisignano, a Sé està na cidade de Cosença, onde se acha o Duomo. O território tem 132 paróquias.

## Cronolgia dos Arcebispos do século XX
| #                        | Nome                                | Período    | Notas                                       |
| Arcebispos               | Arcebispos                          | Arcebispos | Arcebispos                                  |
| ------------------------ | ----------------------------------- | ---------- | ------------------------------------------- |
|                          | Giovanni Checchinato                | 2022-      | atual                                       |
|                          | Francescantonio Nolè, O.F.M.Conv. † | 2015-2022  |                                             |
|                          | Salvatore Nunnari                   | 2004-2015  | Arcebispo emérito                           |
|                          | Giuseppe Agostino                   | 1998-2004  |                                             |
|                          | Dino Trabalzini †                   | 1980-1998  |                                             |
|                          | Enéas Selis †                       | 1971-1979  |                                             |
|                          | Domenico Picchinenna †              | 1961-1971  | Nomeado Arcebispo coadjutor de Catânia      |
|                          | Aniéllo Calcara †                   | 1940-1961  |                                             |
|                          | Roberto Nogara †                    | 1934-1940  |                                             |
|                          | Tomás Trussoni †                    | 1912-1934  |                                             |
|                          | Camilo Sorgente †                   | 1874-1911  |                                             |
| Bispo-auxiliar           |                                     |            |                                             |
|                          | Augusto Lauro                       | 1975-1979  | Nomeado Bispo de San Marco Argentano-Scalea |
|                          | Giuseppe Vairo                      | 1961-1962  | Nomeado Bispo de Gravina                    |
| Administrador apostólico |                                     |            |                                             |
|                          | Giuseppe Piemontese, O.F.M.Conv.    | 2022       | Bispo-emérito de Terni-Narni-Amelia         |